# Gian Carlo Ruffino
Gian Carlo Ruffino (Millesimo, 10 aprile 1930 – Ceva, 6 gennaio 1994) è stato un avvocato e politico italiano.
Sindaco di Millesimo dal 1960 al 1964, poi assessore provinciale, quindi consigliere Regionale, fu Senatore della Repubblica per la Democrazia Cristiana per quattro legislature. Nella XI legislatura fu anche sottosegretario di stato all'Interno.
Trovò la morte a causa di un incidente sull'Autostrada Savona-Torino la sera del 6 gennaio 1994, dopo essersi fortemente battuto per ottenere il raddoppio della stessa autostrada nel tratto Montezemolo-Mondovì, che sarà realizzato postumo.

## Biografia
Nato a Millesimo il 10 aprile 1930, Gian Carlo Ruffino compie gli studi medi e liceali a Mondovì, nel Convitto Civico Maschile e partecipa giovanissimo alla vita dell'associazione di Azione Cattolica, di cui ricopre anche la carica di Presidente.
Nel 1954 si laurea in giurisprudenza all'Università di Genova.
Compiuto il servizio militare in Cavalleria come Sottotenente di complemento, viene eletto a Millesimo consigliere comunale di minoranza negli anni 1956/60 e inizia la professione di Avvocato.
Nel 1958 si sposa con Maria Pia Reggiani, con la quale avrà quattro figli: Cristina, Fabio, Francesco e Chiara.
Eletto Sindaco di Millesimo nel 1960, ricopre tale carica fino al 1964; in tale periodo rinuncia all'indennità di carica come Sindaco, chiedendo che questa venisse utilizzata per le borse di studio agli studenti e per l'assistenza ai bambini.
Numerose le opere pubbliche realizzate in quattro anni di attività come Sindaco di Millesimo. Fra tutte, si ricordano l'edificio scolastico per le elementari e le medie, la sistemazione delle strade nel capoluogo e nelle frazioni, l'ampliamento della rete fognaria e della pubblica illuminazione, la costruzione del nuovo campo sportivo e della passeggiata di via D'Annunzio, la sistemazione della piazza di S. Maria extra muros ed il restauro del ponte vecchio, nonché la costruzione del viale Mameli.
Nel 1964 viene eletto Consigliere Provinciale di Savona con oltre il 54% dei voti e viene nominato Assessore all'Assistenza; in tale incarico si adopera a favore dei bambini abbandonati, apportando notevoli trasformazioni all'Istituto Provinciale per la prima infanzia e istituendo un efficiente servizio sociale per le adozioni, dà concreta attuazione alla lotta contro l'inquinamento atmosferico, adotta iniziative per i portatori di handicap e promuove uno studio per la programmazione sanitaria ospedaliera a tutela della salute dei cittadini.
Nel 1970 viene eletto (primo nella sua circoscrizione e primo, proporzionalmente, fra gli eletti della Democrazia Cristiana in Liguria) consigliere regionale e ricopre l'incarico di capogruppo della D.C. e di presidente della prima commissione legislativa bilancio-programmazione e affari istituzionali.
Rieletto consigliere regionale nel 1975, viene invitato a dimettersi e, con votazione unanime, viene candidato dalla D.C. al Senato della Repubblica.

## Attività parlamentare
Nel 1976 viene eletto Senatore nel collegio di Savona con 58 087 voti (33,48%).
Viene nominato membro della commissione Igiene e Sanità, della commissione Affari Istituzionali, della commissione parlamentare di vigilanza RAI-TV e della commissione consultiva per la riforma del Codice di Procedura Penale.
Relatore sulla legge sui servizi segreti di sicurezza, sul bilancio del Ministero dell'Interno e sul bilancio RAI-TV, nonché del disegno di legge sui cosmetici a tutela dei consumatori. Si qualifica per numerosi interventi a convegni sull'ordine pubblico, sul maggiore potere delle forze dell'ordine per dare sicurezza ai cittadini, sulla riforma sanitaria, sulla libertà di informazione, sulle norme degli enti pubblici per una moralizzazione del settore, sui magistrati e in difesa del diritto alla vita.
Rieletto Senatore nel 1983, viene nominato Segretario della Commissione Giustizia, membro effettivo della commissione per i procedimenti di accusa, membro della giunta elezioni e immunità. Numerosi gli interventi in aula e in commissione, tra i quali quelli sulla riforma dell'equo canone, sulla riforma della legislazione valutaria e sul decreto legge Galasso.
Nel 1987 viene rieletto Senatore, sempre nel collegio di Savona, e viene nominato membro della giunta delle elezioni e delle immunità parlamentari e della commissione finanza e tesoro.
Presentatore di alcune proposte di legge, divenute leggi, tra le quali quella relativa al casco obbligatorio, alla cintura di sicurezza, alla riforma delle imposte sulle donazioni e successioni, alla semplificazione dei certificati penali.
Collabora con il settimanale cittadino Il Letimbro, dove cura la rubrica Appunti e Disappunti.
Dal 1989 al 1992 (VI e VII Governo Andreotti) ricopre l'incarico di Sottosegretario al Ministero dell'Interno, con la delega al Dipartimento di Pubblica Sicurezza. Viene nominato dal Ministro dell'Interno responsabile per la sicurezza durante i campionati mondiali di calcio "Italia 90" e, sempre come sottosegretario, rappresenta il governo italiano in numerose varie internazionali per la lotta alla criminalità e alla droga.
Rieletto Senatore della Repubblica nel 1992, sempre nel collegio di Savona, fa parte (come presidente e coordinatore del Gruppo Democratico Cristiano) della prima commissione affari costituzionali e della giunta per il regolamento del Senato della Repubblica.
Membro del comitato Parlamentare per i procedimenti d'accusa, della commissione permanente giustizia e della commissione parlamentare codice di procedura penale.
Numerosi gli interventi e le iniziative nell'interesse della provincia di Savona per i finanziamenti portuali, per l'apparato industriale, per il miglioramento della viabilità (in particolare riguardo l'autostrada Savona-Torino e Aurelia bis), in favore dei comuni alluvionati.
Il 6 gennaio 1994 scompare in un incidente stradale sulla autostrada Savona-Torino. Al Senato venne sostituito da Carlo Costalli.

## L'opera
Nella sua vita, sia come avvocato, sia come amministratore pubblico, senatore e sottosegretario al Ministero dell'Interno ha sempre cercato di aiutare i suoi concittadini - soprattutto i più deboli e bisognosi - indipendentemente dalle loro idee politiche e per il solo desiderio di potere fare del bene agli altri.
Nel suo diario, pubblicato in occasione del quinto anniversario dalla scomparsa, all'interno del libro "Appunti e Disappunti", scriveva: "fin da bambino avevo l'ambizione di arrivare al Parlamento e al Governo per operare a favore degli altri, per cercare di fare un po' di bene, per ridurre le distanze tra chi ha e chi non ha (...) sono lieto di aver tentato la grande avventura che deve ispirare la vita di ogni uomo: non chiudersi solo in se stesso, ma guardare oltre, aiutando gli altri".
Per questo è ricordato da tutti i suoi concittadini con intenso affetto e con grande amicizia.
Numerose le iniziative già intraprese perché rimanga vivo il ricordo di Gian Carlo Ruffino: nel 1999 è stato pubblicato il libro "Appunti e Disappunti", a cura del figlio Francesco, che contiene il diario e diversi scritti del e sul senatore Gian Carlo Ruffino (con interventi, tra gli altri, di Oscar Luigi Scalfaro, Giulio Andreotti, Nicola Mancino, Paolo Emilio Taviani, Giuliano Vassalli, Alfredo Biondi e Peter Secchia); il 2 luglio 1999, in occasione della presentazione del libro "Appunti e Disappunti", in un gremitissimo Teatro Chiabrera, la figura del sen. avv. Gian Carlo Ruffino è stata ricordata dal Presidente del Senato della Repubblica sen. Nicola Mancino, dall'on. Claudio Scajola, dall'on. Carlo Russo, dal Sindaco di Savona Carlo Ruggeri, dall'allora consigliere regionale e poi sen. Franco Orsi, dall'avv. Francesco Di Nitto e dal figlio Francesco; il 25 luglio 1999, nella villa Scarzella di Millesimo, in occasione della presentazione del libro"Appunti e Disappunti", la figura del sen. avv. Gian Carlo Ruffino è stata ricordata dall'on. Pietro Zoppi, dal Sindaco di Millesimo Michele Boffa, dall'avv. Giorgio Finocchio e dal figlio Francesco; il Comune di Savona ha intitolato alla memoria del senatore Gian Carlo Ruffino il ponte sospeso alla foce del Letimbro; la nuova circonvallazione nel comune di Millesimo gli è stata altresì dedicata e, come ricordava con affetto l'allora sindaco di Millesimo Michele Boffa nel suo intervento in occasione della cerimonia di inaugurazione, sembra essere una costruzione ad hoc affinché Gian Carlo Ruffino possa eternamente ed idealmente abbracciare la sua amata terra di origine, Millesimo; il Consiglio Comunale di Millesimo ha deliberato di intitolargli una via o una piazza di prossima ultimazione; la U.S. Cairese, nell'ambito del Trofeo Internazionale Città di Cairo Montenotte riservato alle squadre di calcio giovanili, assegna ogni anno il premio "Senatore Gian Carlo Ruffino" (conferito, tra gli altri, al giornalista savonese Nanni De Marco, a Fabio Fazio e ai Presidenti della Sampdoria Mantovani e Garrone, al Presidente Provinciale del Coni Cav. Lelio Speranza, a Claudio Mistrangelo e ad Alfredo Provenzali); fin dal 1994 la Federazione di Savona della Pallapugno organizza il "Memorial Senatore Gian Carlo Ruffino", ogni anno assegna il "Premio Senatore Ruffino" (conferito, tra gli altri, a Franco Bellenda e a Michele Boffa) e il 14 novembre 2008, nella Sala Rossa del Comune di Savona, ha organizzato un convegno per ricordarlo come uomo di sport; la Rari Nantes Savona ha organizzato un torneo di calcio in sua memoria.